# 髙野颯太
- 高野颯太

髙野 颯太（たかの そうた、2005年7月28日 - ）は、島根県出雲市出身のプロ野球選手（内野手・育成選手）。右投右打。東京ヤクルトスワローズ所属。

## 経歴

### プロ入り前
2023年10月26日に開催されたドラフト会議にて、東京ヤクルトスワローズから育成2位指名を受けた。11月14日に支度金320万円、年俸280万円で仮契約した。背番号は026。

### ヤクルト時代
2024年3月10日に、イースタン・リーグで本塁打を放った。同年は同リーグで51試合に出場。打率.142、2本塁打、6打点という成績を残した。

## 選手としての特徴
高校通算29本塁打の長打力を誇り、メディアからは「山陰の浅野（翔吾）」と称されている。

## 人物
千葉ロッテマリーンズの高野（髙野）脩汰は遠縁の親戚であり、実家が近所である。

## 詳細情報

### 背番号
- 026（2024年[3] - ）